# Guldsmedshyttans kyrka
Guldsmedshyttans kyrka är en kyrkobyggnad i Guldsmedshyttan i Västerås stift. Den är församlingskyrka i Linde bergslags församling och ligger i Lindesbergs kommun.

## Kyrkobyggnaden
Kyrkan i nygotisk stil uppfördes 1892-1895 efter ritningar av arkitekten Ludwig Peterson. Byggnaden har en stomme av tegel, levererad från Arboga och Köping och några tegelbruk i närområdet, och består av ett rektangulärt långhus med nord-sydlig orientering. I söder finns koret och i norr finns ett sidoställt torn. Korsarmar sträcker sig ut från långhusets östra och västra sidor. Listverk och orneringar är i sandsten från Yxhult, Närke. Sockeln består av sprängd granit transporterad från östra sidan av sjön Råsvalen. Kalk kom ifrån Larsbo kalkbruk. Höjden på byggnaden med spira från marken är 42,3 meter, bredden 21,6 meter och längden 34,8 meter. Innerhöjd upp till valvhjässan är 10,7 meter. Från början hade kyrkan plåttak. 6 stycken smäckra pelare av sandsten från Orsa bär upp valven inne i byggnaden.  Illustrationer på den färdiga byggnaden publicerades i Bergslagsposten i november 1895.

## Historia
Tanken på ett från början kapell, började dryftas redan 1859 och en kommitté tillsattes för att utarbeta detaljer. Sedan diskuterades frågan på ett par kyrkstämmor men väntan på ett svar från en nämnd som beslutade om prästers löner, vilken antogs 1864 och en kunglig resolution 1866 om hur inkomster skulle fördelas mellan prästen och en byggnadsfond för kapellet, gjorde att ärendet en del år uppsköts för nu kunde fonden få växa till sig. När prosten Arosenius avlidit,  så, enligt k. resolutionen, skulle en ny komminister tillsättas och ett boende för honom uppföras. Samtidigt hade fonden ökat avsevärt vilket möjliggjorde bättre byggnadsplaner. En kommité tillsattes 1884 för utarbetande av ritningar, plats för kapellet o.s.v. men inget konkret kom fram förrän 1888. Men då blev det en tvist om platsen för kapellet och nya förslag fick utarbetas vilket framlades 1890 då plats blev bestämd, en markbit hemman för komministerbostället inköptes liksom mark för en kyrkogård m. m. Ritningar gjordes för kapellet men de ansågs för olämpliga och arkitekten Ludwig Peterson i Stockholm fick uppdraget för ritningar till en kyrkbyggnad av tegel med tak av järnplåt och kopparplåt på tornet. Denna godkändes av kyrkstämman 1892 och majestätet fastställde ritningarna samma år. Grunden till kyrkbyggnaden anlades på hösten samma år. 
Kyrkan blev utrustad med värmeledning där eldning skedde under altaret efter ingenjör Johannes Wilhelm Dahlgrens system. Invändig dekorering blev gjord av dekorationsmålarefirma Edvard August Bergh med dekorationsmålarna P. G. Carlgren, F. E. Pettersson och T. Pettersson från Stockholm med biträde av Bror Robert Hampus Drake från Nora. Takkronor och lampetter blev smidda av konstsmeden Gustaf Alfred Forssberg från Stockholm. Lindes Snickerifabrik i Lindesberg tillverkade bänkar, predikstol, altare, altarprydnad. Snickerifabriken i Köping gjorde dörrar och orgelläktare. Bänkarna, målade i s. k bonad ekfärg, altarprydnaderna och orgelläktaren blev målade av C. V. Ekman, Storå, Grönboda. Köpings mekaniska verkstad gjorde gjutna fönsterbågar. Hjalmar Samuelsson, Stockholm (som bland annat gjorde alla konstfärdiga smidesarbeten på Sagerska husen som revs under starka protester på 1970-talet), gjorde konstnärliga dörrhandtag. Byggmästare för kyrkkapellet och prästgården var Anders Hansson i Köping på entreprenad som även hade ställföreträdare O. Andersson från Rättvik. Fönsterglasen av färgat katedralglas tillverkade och insatta av firman Neuman & Vogel i Stockholm. Tornklockan, vägande 1070 kg, gjuten av firman Johan Axel Beckman & Co, Stockholm med inskriptionen författad av dr. Modin: "Över larm och strid, Ljud min klang af himmelsk frid, Sjung i sorgen, Sjung i fröjden: Ära vare gud i höjden". Till detta anlades också en kyrkogård samt kyrkans omgivning från ritningar delvis med hjälp av trädgårdsdirektören A. G. Nilsson i Örebro. Några privatpersoner skänkte saker till kyrkan: en gruvförvaltare från Stripa gruva F. T. Ekstam och fru Ekstam skänkte en kalkduk och fru Louise Arpi skänkte en i munkstil broderad altarduk med inskription. Guldsmedshyttans aktiebolag som ägde marken för kyrkan, lät den bli avgiftsfri. Arkitekt L. Peterson ritade det mesta och ledde arbetet och avsynade. Kapellkommiténs två medlemmar, disponent Carl Henrik Lundborg och gruvförvaltare Fredrik Theodor Ekstam, såg till att arbetena utfördes enligt planeringen. Total kostnad för kyrka, prästboställe, kyrkogård och en orgel, blev beräknade 116 300 kr (ca. 880 000 i dagens penningvärde för betalning av varor och tjänster enligt konsumentprisindex. referens: Edvinsson, Rodney, och Söderberg, Johan, 2011, A Consumer Price Index for Sweden 1290-2008, Review of Income and Wealth, vol. 57 (2), sid. 270-292.)

## Inventarier
- Nuvarande dopfunt av kalksten tillkom 1945 och har skulpturer av de fyra evangelisterna.

## Orgel
- 1895 byggde E. A. Setterquist & Son en orgel med 12 stämmor fördelade på två manualer och pedal. Den blev avsynad och godkänd av musikdirektör August Lagergren tisdag 19 juni 1895.[4] Den blev invigd samtidigt med kyrkan 3 november 1895 av biskop Billing.
- Nuvarande orgeln med 22 stämmor tillkom 1958. Orgeln är byggd av Jehmlich Orgelbau Dresden. Orgeln renoverades och omdisponerades* 1997 av Mälardalens Orgelservice.

| Man I. Huvudverk C-g3 | Man II. Bröstverk (sv) C-g3 | Pedal C-f1     | Koppel |
| --------------------- | --------------------------- | -------------- | ------ |
| Prinzipal 8'          | Holzgedackt 8'              | Subbas 16'     | II/I   |
| Rohrflöte 8'          | Prinzipal 4'                | Rohrgedackt 8' | II/P   |
| Oktave 4'             | *Flöte 4'                   | Pedaloktave 4' | I/P    |
| Spitzflöte 4'         | Blockflöte 2'               | Nachthorn 2'   |        |
| Quinte 2 2/3'         | *Quinte 1 1/3               | Mixture IV     |        |
| Oktave 2'             | Scharf III                  | Fagott 16'     |        |
| Mixture IV-V          | Vox humana 8'               | Schalmei 4'    |        |
| Trompete 8'           | Tremulant                   |                |        |